# Coreodrassus
Coreodrassus là một chi nhện trong họ Gnaphosidae.